# Ordovícium–szilur kihalási esemény
Az ordovícium–szilur kihalási esemény az élővilágot sújtó öt nagy kihalási hullám közül a harmadik legnagyobb volt, ha az eltűnt nemek arányát tekintjük. Mintegy 447-444 millió évvel ezelőtt (mya) történt, lezárva az ordovícium földtörténeti időszakot és megnyitva a szilur időszakot.
A kihalási hullám több esemény láncolatából állt, amelyeket a szén- és oxigénizotópok arányainak változásai jeleznek. Ezek lehettek külön események, vagy egy esemény egyes fázisai.
Ebben az időben a komplex többsejtű élőlények java a tengerekben élt. A kihalási hullám mintegy 100 tengeri családot törölt ki, amely az akkori állati nemek 49%-át jelentette. Megtizedelődtek a pörgekarúak és a mohaállatok és a kipusztult a trilobiták, a konodonták és graptoliták sok családja. A statisztikai elemzések azt mutatták, hogy a diverzitás e csökkenését a kihalások számának megugrása és nem a specializálódás lelassulása okozta.

## Lehetséges okai
A legelfogadottabb elmélet szerint e kihalást egy hosszan elnyúló jégkorszak – a fanerozoikum talán legnagyobb eljegesedése – okozhatta a hirnanti korszakban, amely véget vetett az ordovíciumra egyébként jellemző melegházi körülményeknek. Ezt megelőzően csökkenhetett a légkör szén-dioxid tartalma, ami területenként eltérő hatást gyakorolhatott a legnagyobb biomasszát tartalmazó sekély tengerek élővilágára.
A déli szuperkontinens, a Gondwana ebben az időben a Déli-sarkra sodródott és jégsapka alakult ki rajta. Ennek nyomait kimutatták a mai Észak-Afrika és a vele akkoriban egybefüggő Dél-Amerika késő ordovícium kori kőzetrétegeiben. Az eljegesedés (glaciális) vizet von ki a világóceánból és csökkenti a tengerek szintjét, míg a vele jégkorszakok idején periódusonként váltakozó jégolvadás (interglaciális) növeli a tengerek szintjét. A víz visszahúzódásakor az ordovíciumban óriási területeket borító sekély tengerek élővilágának bizonyos csoportjai kipusztultak, és amikor visszatért a víz, már egy genetikailag szegényesebb élővilágot hozott vissza magával, majd ez többször így ismétlődött.(Emiliani 1992 p. 491). Az észak-amerikai rétegek esetében Julien Moreau a szeizmikus szekciók kutatása alapján öt eljegesedési időszakot mutatott ki.
Mindeközben a glaciálisok és interglaciálisok váltakozása az óceánok vízáramlásának rendszerében is időről időre változásokat idézett elő, többek közt a mélyóceáni áramlatok volumenében és a vízfenék oxigénellátottságában. Mindezek további kipusztulásokhoz vezethettek.
Gamma-kitörés hipotézis
Tudósok egy kis csoportja felállított egy újabb hipotézist: ez egy feltételezett gamma-kitörés, amelynek oka a Tejút egy közeli karjában, a Földtől 6000 fényévnyire történt hipernóva robbanás lehetett. Egy tíz másodpercig tartó kitörés szinte azonnal a földi ózonburok felét megsemmisítette volna, így erős ultraibolya sugárzás érhette a szárazföldi életet, többek között a fotoszintetizáló szervezeteket. 
Ez a hipotézis összhangban áll a kihalás kezdeti szakaszában megfigyelhető adatokkal, bár nincs egyértelmű bizonyíték arra, hogy valóban történt volna gammakitörés a Föld közelében.